# Tuyến Bắc (Thái Lan)
Tuyến Bắc là một tuyến đường sắt tại Thái Lan, di chuyển qua lại giữa thủ đô Bangkok (tại Trung tâm Krung Thep Aphiwat) và thành phố Chiang Mai ở phía Bắc (Ga Chiang Mai). Nó là tuyến đường sắt dài thứ hai tại Thái Lan với chiều dài 751 kilômét (467 mi), có 130 nhà ga hoạt động và trạm dừng, và được quản lý bởi Đường sắt Nhà nước Thái Lan. Tuyến đầu tiên được mở cửa vào năm 1896. Các thành phố lớn tuyến này đi qua bao gồm Bangkok, Ayutthaya, Nakhon Sawan, Phitsanulok, Lampang, và Chiang Mai.
Hoạt động của tuyến đường bị ảnh hưởng nghiêm trọng trong Thế chiến II.
Từ tháng 1 năm 2023, tàu chặn đường dài (tốc hành đặc biệt, tốc hành và nhanh) có ga cuối tại Trung tâm Krung Thep Aphiwat ở Bangkok được thay thế bằng Ga Hua Lamphong.
Tuyến nhánh mới dài 323 kilometer, từ Den Chai đến biên giới Lào tại Chiang Khong, đang được xây dựng và dự kiến mở cửa vào năm 2028.

## Lịch sử

### Dòng sự kiện[3]
| No. | Đoạn                              | Năm mở cửa                |
| --- | --------------------------------- | ------------------------- |
| 1   | Bangkok–Ayutthaya                 | Ngày 26 tháng 3 năm 1896  |
| 2   | Ayutthaya–Ban Phachi              | Ngày 1 tháng 11 năm 1897  |
| 3   | Ban Phachi–Lopburi                | Ngày 1 tháng 4 năm 1901   |
| 4   | Lopburi–Pak Nam Pho               | Ngày 1 tháng 11 năm 1905  |
| 5   | Pak Nam Pho–Phitsanulok           | Ngày 24 tháng 1 năm 1908  |
| 6   | Phitsanulok–Nút giao Ban Dara     | Ngày 11 tháng 11 năm 1908 |
| 7   | Ban Dara Junction–Pang Ton Phueng | Ngày 15 tháng 8 năm 1909  |
| 8   | Pang Ton Phueng–Mae Phuak         | Ngày 1 tháng 6 năm 1911   |
| 9   | Mae Phuak–Pak Pan                 | Ngày 15 tháng 11 năm 1911 |
| 10  | Pak Pan–Huai Mae Ta               | Ngày 1 tháng 5 năm 1912   |
| 11  | Huai Mae Ta–Ban Pin               | Ngày 15 tháng 6 năm 1913  |
| 12  | Ban Pin–Pha Kho                   | Ngày 1 tháng 5 năm 1914   |
| 13  | Pha Kho–Mae Chang                 | Ngày 15 tháng 12 năm 1915 |
| 14  | Mae Chang–Nakhon Lampang          | Ngày 1 tháng 4 năm 1916   |
| 15  | Nakhon Lampang–Pang Hua Phong     | Ngày 20 tháng 12 năm 1916 |
| 16  | Pang Hua Phong–Pang Yang          | Ngày 1 tháng 7 năm 1918   |
| 17  | Pang Yang–Chiang Mai              | Ngày 1 tháng 1 năm 1922   |

### Thay đổi tên
| Tên          | Tên cũ          | Năm thay đổi |
| ------------ | --------------- | ------------ |
| Ayutthaya    | Krung Kao       | 1917         |
| Nakhon Sawan | Nong Pling      | 1956         |
| Phrom Phiram | Ban Krab Phuang | —            |
| Tron         | Wang Hin        | —            |
| Saraphi      | Pa Yang Loeng   | 1961         |

## Cơ sở hạ tầng

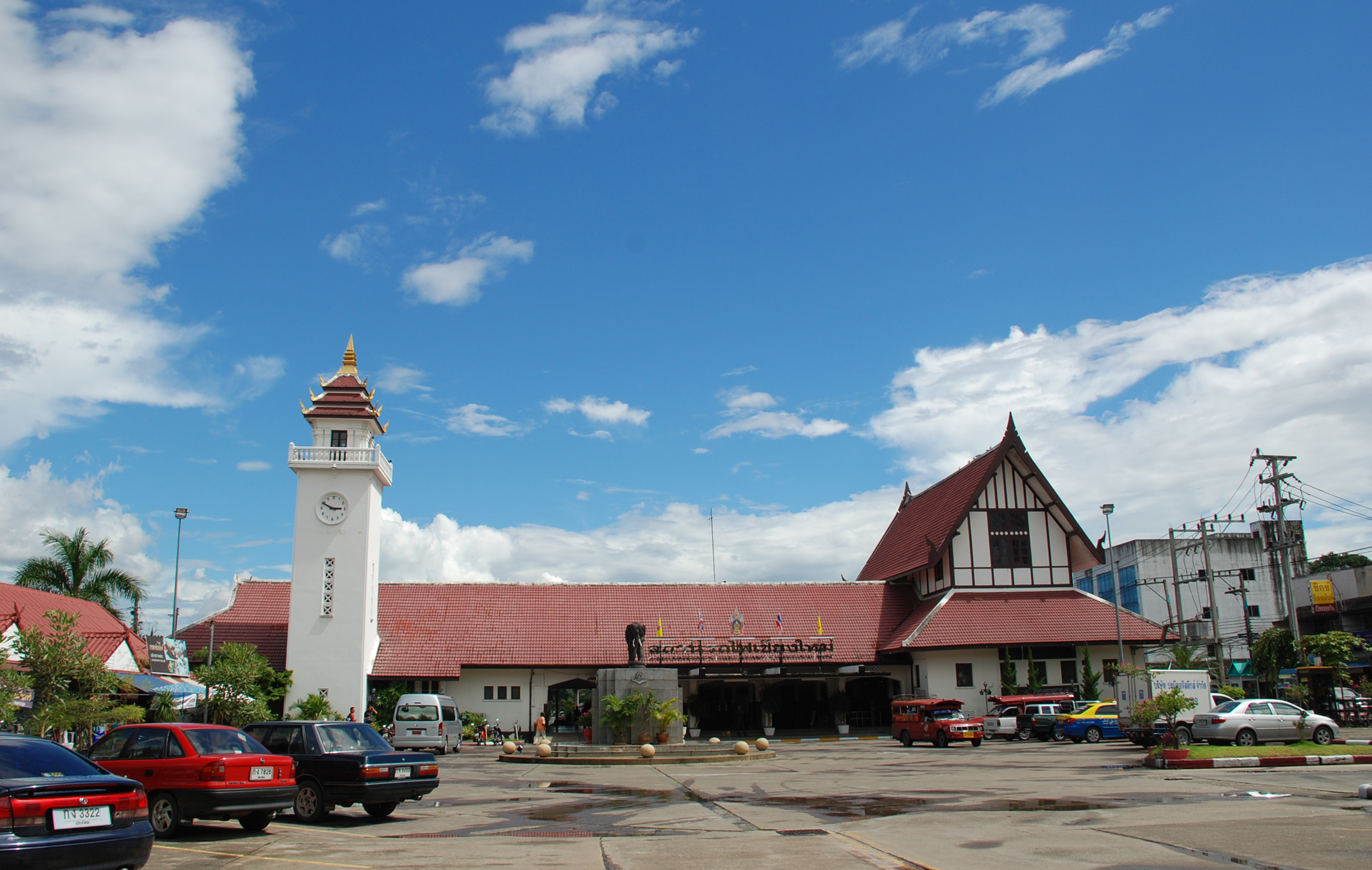
Ga Chiang Mai là ga cuối của tuyến ở phía Bắc

Tuyến Bắc toàn bộ là đường ray đơn, ngoại trừ tại nhà ga. Đường ray rộng khổ 1.000 mm (3 ft 3+3⁄8 in) mét. Do tầng số lượt tàu tăng lên, nó trở thành thách thức cho việc vận hành tàu cả hai chiều trên đường ray đơn. Đường sắt khổ đôi đã được triển khai giữa Lop Buri và Pak Nam Pho, và lên kế hoạch cho toàn tuyến.
Tuyến phía Bắc chưa được điện khí hóa. Dịch vụ thường được sử dụng năng lượng. Tốc độ hoạt động tối đa trên tuyến là 100 km/h (62 mph).

### Hầm
| Hầm               | Hình ảnh | Độ dài                  | Vị trí             | Ghi chú                               |
| ----------------- | -------- | ----------------------- | ------------------ | ------------------------------------- |
| Hầm Khun Tan      |          | 1.352,15 m (4.436,2 ft) | Lampang và Lamphun | Hầm dài nhất tại Thái Lan.            |
| Hầm Khao Phlueng  |          | 362,44 m (1.189,1 ft)   | Uttaradit và Phrae |                                       |
| Hầm Huai Mae Lan  |          | 130,20 m (427,2 ft)     | Phrae              |                                       |
| Hầm Pang Tub Khob |          | 120,09 m (394,0 ft)     | Uttaradit          | Hầm đường sắt ngắn nhất tại Thái Lan. |